# Onciurosoma neotropicum
Onciurosoma neotropicum är en mångfotingart som beskrevs av Filippo Silvestri 1932. Onciurosoma neotropicum ingår i släktet Onciurosoma och familjen orangeridubbelfotingar. Inga underarter finns listade i Catalogue of Life.